# Linas Kleiza
Linas Kleiza (* 3. ledna 1985, Kaunas) je litevský profesionální basketbalista. Naposledy hrál v roce 2015 za tým Olimpia Milano v Italské basketbalové lize.
S reprezentací Litvy získal bronzové medaile na MS 2010 a ME 2007. Prošel také týmy NBA Denver Nuggets a Toronto Raptors.

## Kariéra
- 2005–2009	Denver Nuggets
- 2009–2010	Olympiakos Pireus
- 2010–2013	Toronto Raptors
- 2013–2014	Fenerbahçe S.K.
- 2014–2015	Olimpia Milano